# 三種町琴丘総合体育館
琴丘総合体育館（ことおかそうごうたいいくかん）は、秋田県三種町にある総合体育館である。

## 概要
平成19年開催の秋田わか杉国体男子成年バスケットボール競技の会場として使用された。固定席は752。スカルパ野球場に隣接する。

## 交通アクセス
秋田自動車道琴丘森岳インターチェンジから車で2分

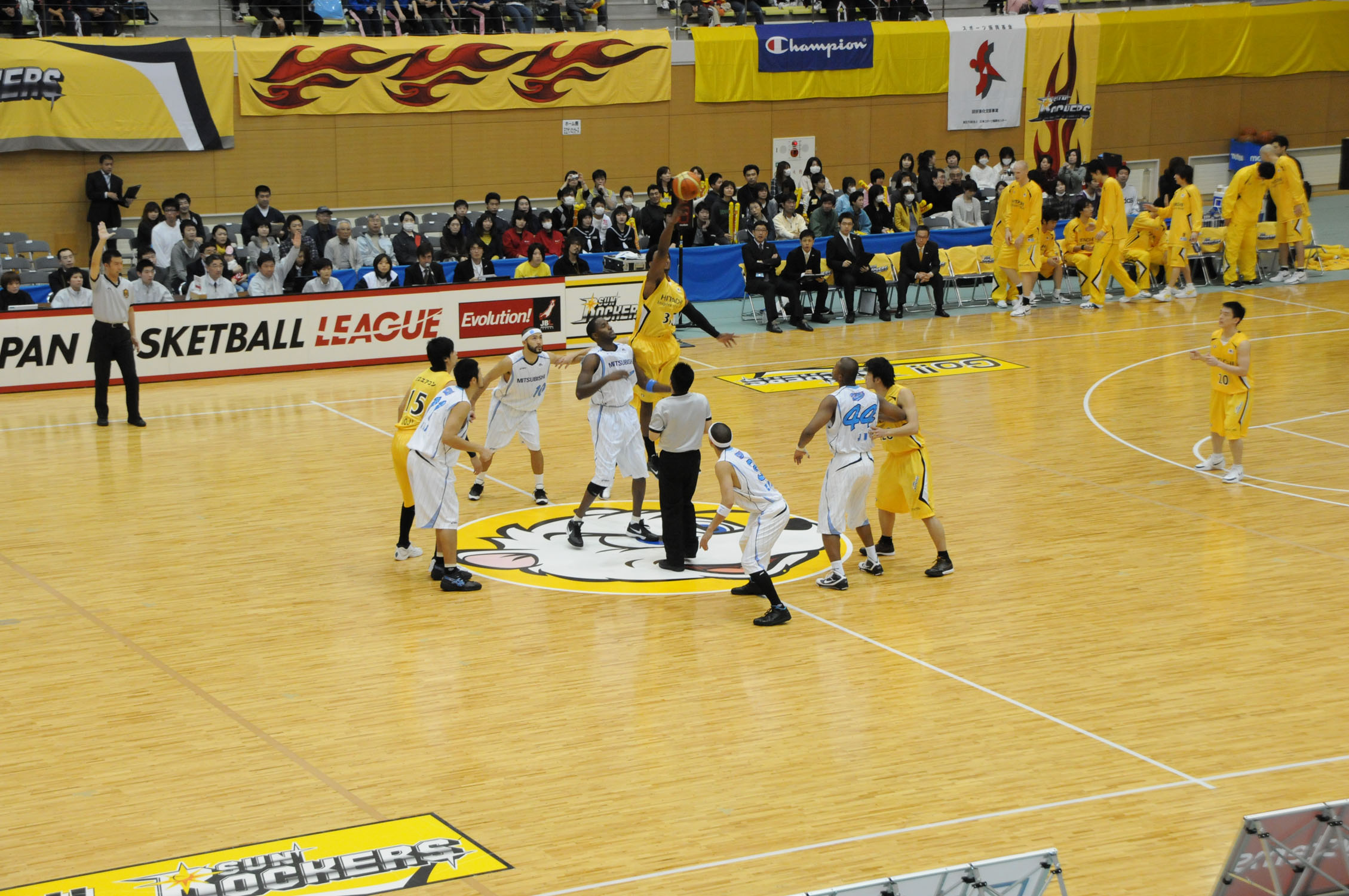
使用時の様子